# Nevado del Quindío
Nevado del Quindío – wulkan w Andach kolumbijskich, w paśmie Kordyliery Środkowej. Należy do Parku Narodowego Los Nevados. Nie odnotowano żadnej erupcji.
Na szczycie znajduje się lodowiec, topniejący w tempie 10% objętości rocznie.